# Provincia de Bougouriba
Bougouriba es una de las 45 provincias de Burkina Faso, su capital es Diébougou.

## Departamentos (población estimada a 1 de julio de 2018)
La provincia está dividida en cuatro departamentos:
- Bondigui 25,070
- Diébougou 56,326
- Dolo 10,613
- Iolonioro 35,151
- Tiankoura 16,840